# ビンセント・ペットウェイ
ビンセント・ペットウェイ（Vincent Pettway、1965年11月9日 - ）は、アメリカ合衆国の男性プロボクサー。メリーランド州ボルチモア出身。元IBF世界スーパーウェルター級王者。敗戦は全てKO負けという脆さがあったが、中終盤に倒すことが多くダメージを溜めてじっくり仕留めるスタイルの選手。

## 来歴
1984年2月27日、プロデビューを果たし3回KO勝ちで白星でデビューを飾った。
1986年3月22日、ヘクター・フィゲロアと対戦し初回2分47秒TKO勝ちで世界ランカー入りを果たした。
1986年4月15日、ジョージ・リーチと対戦。3回と4回にダウンを奪われ4回1分16秒TKO負けでキャリア初黒星を喫した。
1988年10月6日、ハイ・ケアメイと対戦し2回1分12秒TKO勝ち。
1989年8月14日、アグスティン・カバレロと対戦し4回2分49秒KO負けかに見えたが、後日カバレロが薬物検査で陽性反応を示したため無効試合に変更された。
1991年3月4日、全米メリーランド州ウェルター級王者エディー・ヴァンキークと対戦し6回54秒TKO勝ちで王座獲得に成功した。
1992年2月19日、USBA全米スーパーウェルター級王者ギルベルト・バプティストと対戦し12回2-1(2者が116-112、113-115)の判定勝ちで王座獲得に成功した。
1993年5月13日、ダン・シェリーと対戦し11回終了時TKO勝ちで初防衛に成功した。
1994年3月4日、MGMグランド・ガーデン・アリーナでIBF世界スーパーウェルター級王者ジャンフランコ・ロッシと対戦。初回こそダウンを奪われペースを戻そうとしたが負傷したため6回19秒負傷により引き分けに終わった。
1994年9月17日、ジャンフランコ・ロッシと再戦し4回2分59秒KO勝ちで2度目のアタックで王座獲得に成功した。
1995年4月29日、元IBF世界ウェルター級王者サイモン・ブラウンと対戦。前評判と採点でもサイモンが有利だったが6回2分7秒逆転KO勝ちで初防衛に成功した。
1995年8月12日、ポール・パディンと対戦し最終12回2分33秒逆転TKO負けで2度目の防衛に失敗し王座から陥落した。
1996年2月24日、WBC・IBF世界スーパーウェルター級王者テリー・ノリスと対戦。一方的に試合を支配されて8回2分41秒TKO負けで1年振りとなる王座返り咲きに失敗した。
2001年8月31日、ルイス・ロサドと対戦し6回2分5秒TKO負けをした試合を最後に現役を引退した。

## 獲得タイトル
- 全米メリーランド州ウェルター級王座
- USBA全米スーパーウェルター級王座
- 第8代IBF世界スーパーウェルター級王座(防衛1)